# Euterpiodes
Euterpiodes là một chi bướm đêm thuộc họ Noctuidae.